# Louis Pierre Van Biesbroeck
Louis Pierre Van Biesbroeck, ook Lodewijk Pieter Van Biesbroeck genoemd (Gent, 17 februari 1839 - Ukkel, 11 maart 1919), was een Belgisch beeldhouwer, graveur, schilder en metaalbewerker.

## Carrière
Van Biesbroeck werd geboren in Gent als oudste zoon van een ciseleur en een naaister, in een gezin van negen kinderen. Andere leden uit deze kunstenaarsfamilie zijn zijn broer Jules Evarist Van Biesbroeck en zijn neef Jules Pierre Van Biesbroeck. 
In 1852 schreef Van Biesbroeck zich in aan de Gentse Academie, waar hij eerste prijzen behaalde in de afdeling sculptuur. In 1864 nam hij aan de Prix de Rome deel, maar viel hierbij buiten de prijzen. Studiebeurzen lieten hem toe Parijs te bezoeken, Rome, Firenze, München, Neurenberg en Berlijn. In 1870 huwde hij Pharaïldis Colpaert, waarmee hij vijf kinderen kreeg (waarvan de meest bekende George Van Biesbroeck is, die als astronoom in Amerika woonde).
Van 1865 tot 1902 nam Van Biesbroeck onafgebroken deel aan de Gentse salons; aan tentoonstellingen in Antwerpen en Brussel deed hij minder mee. 
Vanaf 7 oktober 1875 werd hij docent beeldhouwen aan de Academie, als opvolger van Pieter Devigne-Quyo; later kwam daar de cursus Typen en Costumen bij. Het jaar daarvoor werd hij benoemd tot Ridder in de Leopoldsorde. Verder was hij corresponderend lid van de Koninklijke Commissie van Monumenten, de Commissie voor Monumenten en Stadsgezichten van de stad Gent en de Maatschappij voor Geschiedenis en Oudheidkunde van de stad Gent. Jules Vits was een van zijn leerlingen.
Enkele bekende werken van hem zijn Excelsior (oorspronkelijk Zuidpark, Gent)- verhuisde later tot op heden december 2021 naar de Ijkmeersterstraat waar een deel van de brouwerij Excelsior werd afgebroken voor woongelegenheden), Geboeide Prometheus (ook wel Geketende Prometheus, Citadelpark, Gent), Gelukkige Visser (Museum voor Schone Kunsten, Gent) en twee gevelstukken van het Museum voor Schone Kunsten Gent; De ideële kunst (de Verbeelding) en De realistische kunst (de Waarheid). Een aantal beelden op de Kleine Zavel in Brussel zijn ook van zijn hand.
Van Biesbroeck was geen stijlvernieuwer. Als nauwgezet en oprecht kunstenaar hield hij zich aan klassieke vormen en technieken, wat vaak tot onpersoonlijkheid en archaïsme leidde. Zijn streng academisme komt meestal koud en artificieel over.
- RKD-Nederlands Instituut voor Kunstgeschiedenis: 100463